# شهرستان قره‌قولجه
شهرستان قره‌قولجه (به قرقیزی:Кара-Кулжа району، قارا قۇلجا رايونۇ)(به روسی: Кара-Кульджинский район) یک شهرستان از استان اوش در جنوب غربی قرقیزستان واقع شده‌است. این شهرستان دارای مساحت ۵۸۱۳ کیلومترمربع (۲۲۴۴ مایل مربع) می‌باشد. مرکز این شهرستان شهر قره‌کولجه است.

## خصوصیات
شهرستان قره‌قولجه بر اساس آمار سال ۲۰۰۹، مشتمل بر ۴۹ منطقه مسکونی است و دارای ۸۷٬۶۹۱ نفر جمعیت است.